# Amba Alagi
Amba Alagi est une montagne du nord de l'Éthiopie située dans la zone administrative Debubawi de la région du Tigré. Elle domine la route qui relie au sud la ville de Mekele à celle de Maychew. En raison de son emplacement stratégique, Amba Alagi fut le lieu de plusieurs batailles.

## Histoire
La première mention d'Amba Alagi se trouve dans la Chronique de l'Empereur Baéda-Maryam (1468-1478) qui mena personnellement une expédition contre les Dobe'a (en), un peuple médiéval qui vivait autour d'Amba Alagi et qui attaquait les caravanes.
Des troupes portugaises débarquent à Massawa, au nord de l'Éthiopie, en 1541 pour soutenir le négus Gelawdewos, successeur de Dawit II. Ils remportent un premier succès en franchissant l’Amba-Sénéïti, puis arrivent début avril 1542 au sud de Macallé où ils se retranchent devant le gros des troupes de Gragn. En deux batailles au nord de l’Amba Alagi, ils débandent les musulmans, et blessent l’iman Ahmed. Mi-avril, ils atteignent la plaine d’Ofala, au sud du lac Achangui, alors que la saison des pluies arrive. Pendant ce temps, Ahmed al Ghazi reconstitue ses troupes et y adjoint 900 mousquetaires et dix canons reçus d’Arabie, du pacha des Turcs de Zébid. Il reprend l’offensive avant la saison sèche et met les Portugais en déroute à la bataille de Wofla (29 août 1542) : deux cents survivants se replient vers le Simien avec la reine et le prêtre catholique João Bermudes. Leur chef, Dom Christophe de Gama, fils de Vasco de Gama, resté en arrière, est capturé et torturé avant d’être décapité. En octobre, le négus Gelawdewos réussit à joindre ses troupes et les Portugais, tandis qu'Ahmed al Ghazi, sûr de son succès, a congédié ses alliés turcs et regagné ses quartiers près du lac Tana. L'année suivante, les troupes de Harar sont surprises et décimées par le négus Gelawdewos à Ouaïna-Dega, près du lac Tana, en février 1543. Ahmed al Ghazi y est tué d’une balle de mousquet par le Portugais Pero de Lian. Privés de leur chef, ses soldats se dispersent et sont taillés en pièces dans leur fuite vers l’Adal.
Une route fut par la suite construite, lors de l'expédition punitive menée par les Britanniques en 1868, venant du sud jusqu'à Magdala en passant à travers Amba Alagi. Une vingtaine d'années plus tard, la montagne fut la scène d'une bataille qui, en février 1889, opposa le Ras Alula Engida et le Ras Seyoum Gebre, au cours de laquelle le Ras Alula fut blessé.
La première bataille d'Amba Alagi s'est déroulée en décembre 1895. Le 7 décembre, les Éthiopiens ont vaincu l'armée italienne qui était composée de 2 350 hommes menés par Pietro Toselli. Le lendemain, le 8 décembre, l'Empereur éthiopien Ménélik II chassa les forces italiennes du Général Oreste Baratieri. Après cette défaite, les Italiens se sont retirés d'Amba Alagi et de Gondar pour se réfugier dans leur fort à demi construit de Mekele que Ménélik assiégea pendant 15 jours (6 - 21 janvier 1896).
La seconde bataille d'Amba Alagi eut lieu en mai 1941, durant la Seconde Guerre mondiale lors de la Campagne d'Afrique de l'Est. La montagne d'Amba Alagi avait des galeries creusées dans la roche pour protéger les troupes italiennes et entreposer des armes, munitions et des provisions. Les défenseurs, les troupes italiennes dirigées par le vice-roi Amédée II de Savoie-Aoste, pensaient être imprenables. La première attaque de l'armée britannique, sous le contrôle du Général Mosley Mayne (en), fut menée au nord d'Amba Alagi à partir du 4 mai. Les Britanniques prirent les Italiens en tenaille du côté est et ouest, et il y eut de violents combats dans les montagnes. Les troupes du Général Mayne furent rejointes le 12 mai par la 1re division d'infanterie du Brigadier Dan Pienaar qui avait capturé la garnison italienne de  Dessie (20 avril) située à 320 km d'Amba Alagi. Le 14 mai, Amba Alagi était complètement encerclée et l'assaut final fut donné le lendemain. Les Italiens finirent par se rendre.
Amba Alagi fut enfin le lieu d'une bataille décisive contre la  rébellion Woyane en 1943. Après avoir pris possession de la ville de Mekele, les Woyane se dirigèrent au sud vers la montagne Amba Alagi où ils durent faire face à l'armée gouvernementale composée de 2 000 soldats de métier et 8 000 hommes de troupe. Du 18 septembre au 6 octobre 1943, les rebelles menés par Haile Mariam Redda prirent régulièrement d'assaut les positions adverses jusqu'à ce qu'un barrage d'artillerie et l'intervention d'un bombardier britannique, le Bristol Blenheim, les obligent enfin à se disperser.